# Kubas ambassad i Stockholm
Kubas ambassad i Stockholm (spanska: Embajada de la República de Cuba ante el Reino de Suecia) är Kubas diplomatiska representation i Sverige. Sedan 2001 är ambassaden belägen i Villa Skoga på Sturevägen 9 i Stocksund i Danderyds kommun, i det hus som tidigare var kommunalhus i Stocksunds köping.

## Historia
Fram till 1968, då fullständiga relationer på ambassadörsnivå inleddes mellan Kuba och Sverige, var Kubas representation i Skandinavien förlagd till Oslo. Åren 1973–2001 var ambassaden belägen på Karlavägen 49 på Östermalm i Stockholm. Ambassaden är även ackrediterad till Island.

## Beskickningschefer

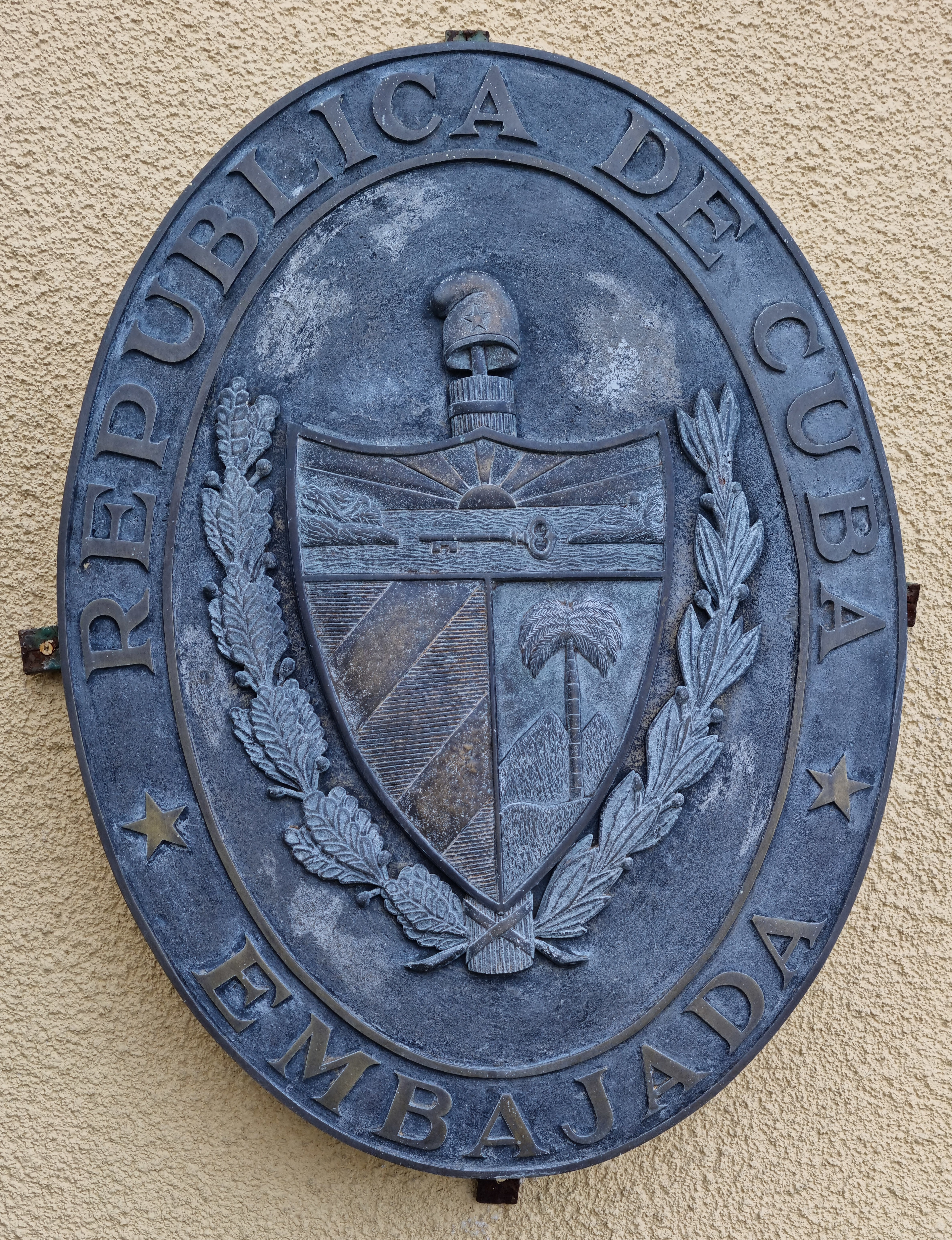
Emblem på ambassadbyggnaden.

| Namn                                  | Period    | Funktion   | Anmärkning                    |
| ------------------------------------- | --------- | ---------- | ----------------------------- |
| Oscar Emilio Alcalde Valls            | 1968–1978 | Ambassadör | Ackrediterad 13 februari 1968 |
| Quintin Pino Machado                  | 1978–1982 | Ambassadör | Ackrediterad 7 december 1978  |
| Fernando Florez Ibarra                | 1982–1985 | Ambassadör | Ackrediterad 2 september 1982 |
| Alberto Dennys Guzmán Pérez           | 1985–1990 | Ambassadör | Ackrediterad 3 oktober 1985   |
| Leopoldo Ariza Hidalgo                | 1990–1993 | Ambassadör | Ackrediterad 1 november 1990  |
| Narciso Martin Mora Diaz              | 1993–1997 | Ambassadör | Ackrediterad 7 oktober 1993   |
| Marianela Ferriol Echevarría          | 1997–2002 | Ambassadör | Ackrediterad 8 oktober 1997   |
| Jorge Desiderio Payret Zubiaur        | 2002–2010 | Ambassadör | Ackrediterad 14 november 2002 |
| Nory de las Mercedes Madera Almeida   | 2010      | Ambassadör | Ackrediterad 23 februari 2010 |
| Francisco Roberto Florentino Graupera | 2010–2016 | Ambassadör | Ackrediterad 1 december 2010  |
| Rosario Cristina Navas Morata         | 2016–2021 | Ambassadör | Ackrediterad 5 februari 2016  |
| Alba Beatríz Soto Pimentel            | 2021–     | Ambassadör | Ackrediterad 7 oktober 2021   |